# Stemonyphantes abantensis
Stemonyphantes abantensis es una especie de araña araneomorfa del género Stemonyphantes, familia Linyphiidae. Fue descrita científicamente por Wunderlich en 1978.
Se distribuye por Turquía. El cuerpo del macho mide aproximadamente 4-5 milímetros de longitud y el de la hembra 4,5-6 milímetros. Se ha encontrado a altitudes de 1200-1300 m s.n.m.